# لغات قوقازية شمال غربية
هذا مقال عن لغات شمال القفقاس عموماً، إذا كنت تبحث عن مقال بخصوص اللغة الشركسية الأديغية انقر هنا.
لغات شمال القفقاس تقسم إلى:
- الأديغية: ولها لهجات عدة منها القبردي والبجدوغ والأبزاخ والشابسوغ والجمكوي.
- الشيشانية: بلهجتي الشيشان والأنغوش وهما لغة واحدة.
- الأبخازية: وهي لغة إقليم أبخازيا.
- الوبيخية: وهي لغة لا يستعملها سوى عدد قليل من الوبيخ الذين استشهد غالبيتهم في الحرب ضد روسيا القيصرية، ولم يبق منهم سوى أقل من واحد بالمئة مما كانوا عليه قبل الحرب. (توفي آخر متكلم بها في أواسط القرن العشرين).
- الأوارية: وهي لغة قوقازية داغستانية قديمة الأصل ولها عدة لهجات، وهي تختلف عن اللغة الآفارية التركية الأصل، كما أنها تختلف عن اللغات الداغستانية الأخرى وهي أقرب إلى الشيشانية في تركيب جملها.

## الأديغية أو الأديغابزة
ويطلق اسم اللغة الشركسية في البلاد العربية على اللغة الأولى في القائمة وهي الأديغية أو (الأديغابزة)، وهي (لغة حرفية مقطعية لصقية وصفية قديمة) ، تـكتب بـالحروف الـكيريلية (الروسية) وهو أمر يؤدي إلى صعوبة الـقراءة والكـتابة بسبب طول الكلمات. تبدأ هذه اللغة من حروفـها، فلكـل حـرف معنى قـائـم بذاتـه، فالألف تعني (يد)، والباء تعني (كثير)، والميم تعني (رائحة)، وتؤثر حركة الحرف على معناه، فالنون المفتوحة تعني العين، في حين تعني النون المكسورة بخفة(والدة أو أم)... وقد يرمز الحرف الواحد في الحركة الواحدة إلى معان أو أشياء عدة لا يمكن كشف المعنى المقصود إلا من خلال السياق، لكن هذا بطبيعة الحال لا يسري على جميع الأسماء، إذ يبلغ عدد الأحرف 52 حرفاً. وسرعان ما تبدأ الحروف بعد ذلك بالاتصال فيما بينها لتؤسس المقاطع، ومن ثم الكلمات وحروف العطف والجر وما إلى ذلك.. وهي لغة وصفية تعتمد على الوصف في كل كلماتها، وشديدة الاختزال إذ تختصر كثيراً من الكلام فالحرف يقوم مقام الكلمة والكلمة تقوم مقام الجملة.
تتفرع الأديغية إلى مجموعة لهجات يتكلمها الشركس أو الأديغة أو الشراكسة منها الأبزاخ، البجدوغ، القبرطاي، الشابسوغ، الجمكوي وغيرها (وهذه الأخيرة لهجة توحيدية تكتب بها الكتب الشركسية الحديثة) . بعض هذه اللهجات قريب من الآخر وبعضها الآخر بعيد بعض الشيء لكنها في النهاية تمثل ألواناً مختلفة في لوحة واحدة.
يعود أصل الأديغة إلى منطقة (قفقاسيا) أو جبال القوقاز. وقد هجروا منها بعد حروب ضد روسيا القيصرية ليتشتتوا في مختلف مناطق الدولة العثمانية ما بين ألبانيا وتركيا مصر والأردن، إضافة إلى من بقوا في الوطن الأم.

## وصلات خارجية
- راجع القاموس الشركسي على الانترنت
- موقع (راديو أديغة) إذاعة ناطقة باللغة الشركسية